# Glasharmonika

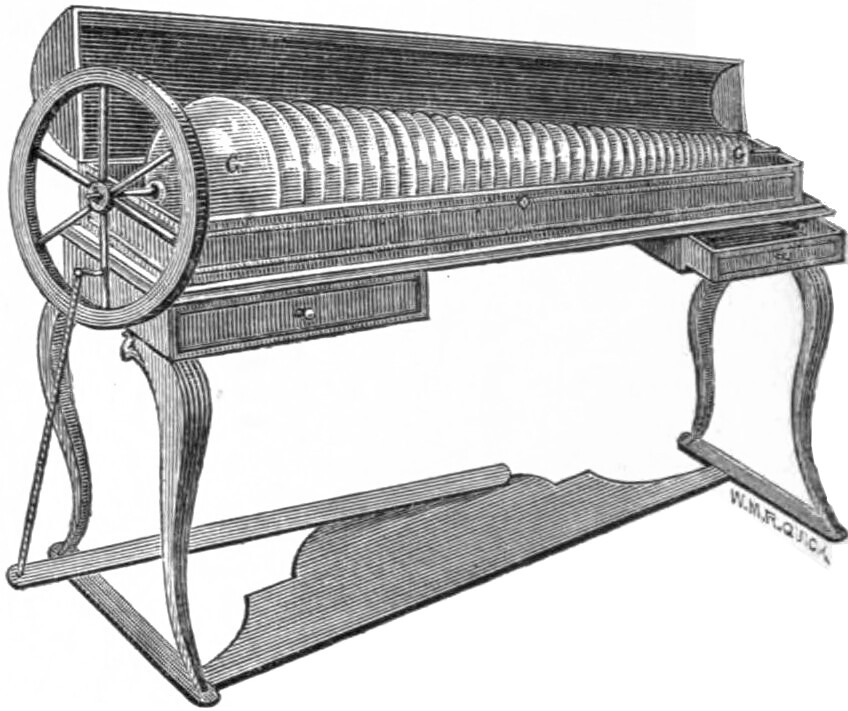
Illustration einer Glasharmonika (~1900)

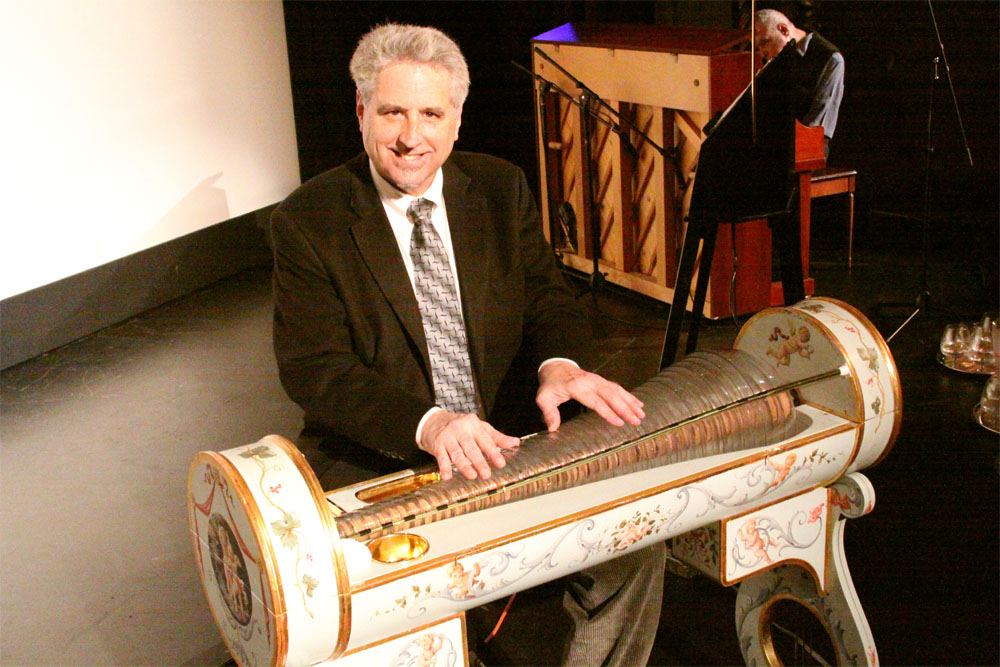
Glasharmonika im Poncan Theatre in Oklahoma (2011)

Die Glasharmonika ist ein 1761 von Benjamin Franklin entwickeltes Idiophon, bei dem ähnlich einer Glasharfe Töne durch Reiben mit den Fingern erzeugt werden. Das heute weitgehend vergessene Instrument besteht aus unterschiedlich großen, ineinandergeschobenen Glasglocken, die auf einer gemeinsamen waagerechten Welle lagern, die wiederum durch ein Pedal in Rotation versetzt werden kann. Zur Tonerzeugung berührt der Musiker die Glockenränder mit angefeuchteten Fingern. Der Tonumfang der chromatisch gestimmten Glasharmonika beträgt zweieinhalb bis vier Oktaven. Eine Variante ist die Klavierharmonika, die mit einer Tastatur nebst Mechanik zum Streichen der Gläser ausgestattet ist.

## Klangerzeugung
Es gibt zwei bekannte Möglichkeiten, Trinkgläser oder glockenförmige Gefäße aus anderen spröden Materialien wie Porzellan zum Klingen zu bringen: durch Anschlagen (als Aufschlagidiophon) oder durch Reiben mit den angefeuchteten Fingerspitzen am oberen Rand (als Reibidiophon). Solche Idiophone sind vielfach aus Asien bekannt (vgl. jaltarang in Indien). Der früheste Beleg für angeschlagene Trinkgläser in Europa ist ein Holzschnitt in Franchino Gaffurios Theorica musicae (Mailand, 1492). Darauf werden mit Glocken und Gläsern die von Pythagoras festgestellten Gesetze der Tonbildung demonstriert.

## Herkunft

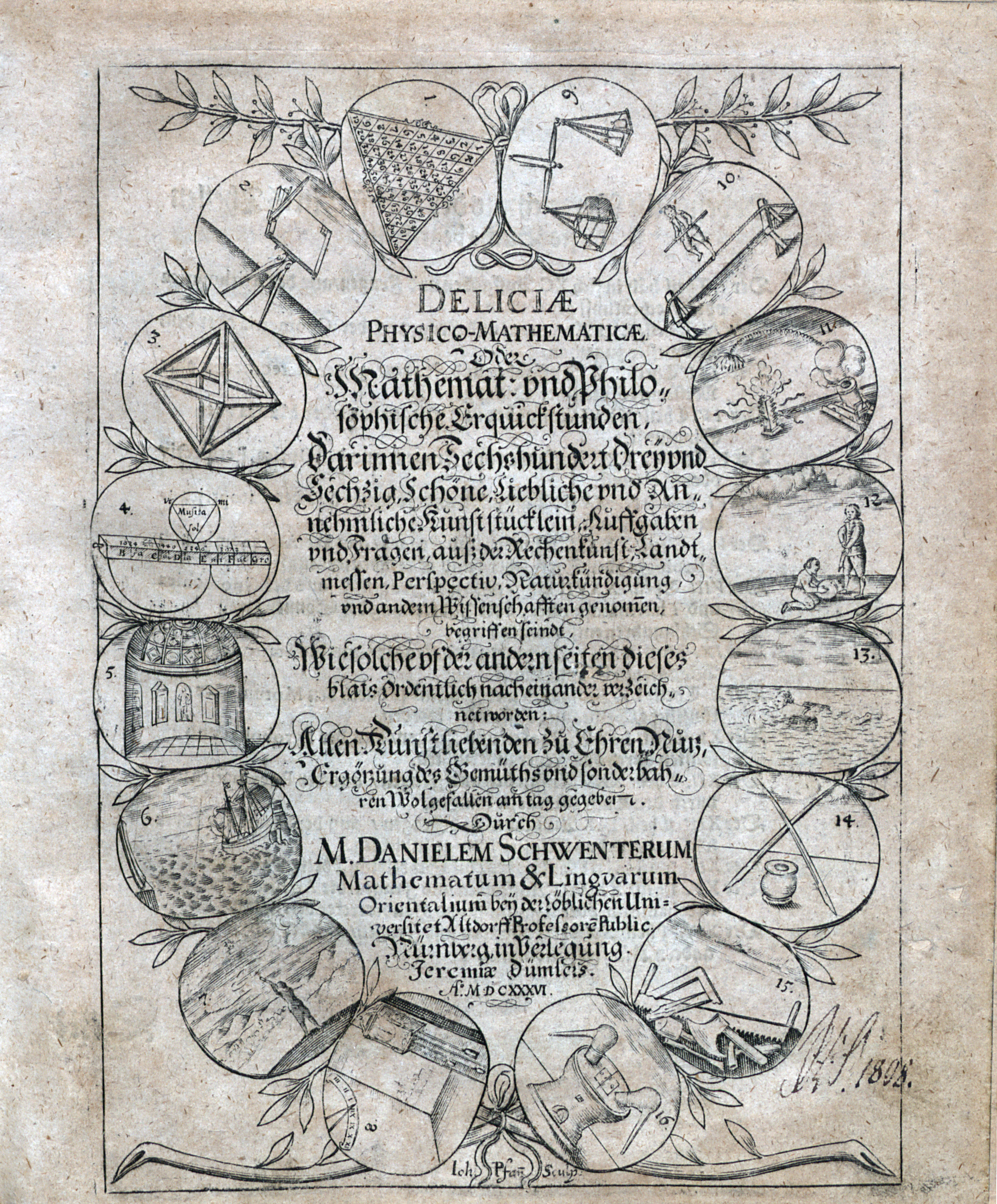
Deliciae physico-mathematicae, 1636

Das erste bekannte vollwertige Musikinstrument aus Glas ist 1596 im Inventar der Sammlung von Schloss Ambras in Innsbruck aufgeführt: Alois Primisser beschrieb „ain Instrument von Glaswerch“ in einem schön verzierten kleinen Kästchen mit einem chromatischen Tonumfang von drei Oktaven und einer Terz (F–a″).
Auch Athanasius Kircher beschrieb 1673 in seiner Neuen Hall- und Thonkunst ein „Glasspiel“. Die Form der abgebildeten, wassergestimmten Gläser würde eine Betätigung durch Reiben zulassen; Anordnung und geringe Anzahl der Gläser lässt jedoch eher auf eine Versuchsanordnung schließen als auf ein bestimmtes Musikinstrument.
Den ersten eindeutigen Beleg für die Klangerzeugung mit geriebenen Gläsern findet man 1636 bei Georg Philipp Harsdörffer in dessen Deliciae physico-mathematicae.
Unklar ist die von Carl Ludwig Weißflock († 1747) 1731 angewendete Spieltechnik. Sein „Klavier von auserlesenen Gläsern durch drey Octaven, worauf er, ohne irgend eine Dämpfung, nach Gefallen piano und fort ausdrücken konnte“ hatte den Fürsten von Anhalt-Zerbst immerhin so beeindruckt, dass er Weißflock als Hofmusiker auf Lebenszeit am Zerbster Hofe anstellte. 
Johann Gottfried Walther erwähnt 1732 in seinem Musicalischen Lexicon unter dem Stichwort „Verrillon“ ein „Glas-Spiel“ (französisch verre – Glas) und nennt als Virtuosen den Schlesier Christian Gottfried Helmond. Im Jahre 1738 berichtet Johann Philipp Eisel in seinem Musicus autodidactus ebenfalls von einem „Verrillon“. In Böhmen wurden die Gläserspiele als Verrophone bis ins 20. Jahrhundert hinein hergestellt und in Katalogen angeboten.
Walther und Eisel beziehen sich nur auf angeschlagene Gläser, obwohl die Tonerzeugung durch Reibung längst bekannt war und die Gläser allgemein immer bessere Materialqualitäten aufwiesen.
Unabhängig davon verbreitete der Ire Richard Pockrich die Musical Glasses zunächst in Dublin und später in ganz Großbritannien. Pockrichs 1741 erfundene Angelick Organ findet sich später in The Real Story von John Carteret Pilkington wieder. Pockrich war eine sehr vielseitige Persönlichkeit, als er mit über 40 Jahren seine Konzertkarriere begann: Er besaß zeitweilig eine Brauerei, die später Bankrott machte, hatte eine große Gänsezucht, entwickelte – von der damaligen Marine verspottet – unsinkbare eiserne Schiffe, erdachte wings for human flight, war zweimal erfolglos Kandidat für das Parlament und unterrichtete im Spielen auf seinen Gläsern.
Als der berühmteste unter den vielen Nachahmern von Pockrich gilt Christoph Willibald Gluck, der 1745 nach London gekommen war. Neben den vermehrten Nachrichten über das öffentliche Auftreten von Musikgläser-Künstlern kündigte er am 23. April 1746 im General Advertiser ein Konzert mit einer neuen Komposition auf 26 wasserabgestimmten Gläsern in Begleitung eines Kammerorchesters im Londoner Little Haymarket Theatre an. Wie Pockrich nutzte er die beiden möglichen Spieltechniken, die Gläser anzureiben und anzuschlagen, und versprach – in enthusiastischer Übertreibung – alles ausführen zu können, was auf einer Violine oder einem Cembalo möglich sei. Gemessen an der Höhe der Eintrittspreise, spielte er vor einem sehr erlesenen Publikum. Dieses Konzert wiederholte er 1749 und 1750 auf Schloss Charlottenborg bei Kopenhagen und leistete dadurch einen wichtigen Beitrag zur Anerkennung der Musikgläser als Instrument.
Eine der Schülerinnen von Pockrich war Ann Ford, die 1761 die Instructions for playing on the Musical Glasses veröffentlichte, wohl das erste Schulwerk für Glasinstrumente. Am 27. Oktober 1761 spielte sie das erste uns überlieferte Duo für zwei Musical Glasses mit einem Mr. Schumann, einem der vielen Nachahmer von Pockrich.

## Entwicklung

### Erfindung von 1761
1761 konzertierte auch Edward Delaval, von Pockrich inspiriert und Mitglied der Royal Society, auf den Musical glasses. Durch Delaval lernte Benjamin Franklin nach eigener Aussage diese Art der Musik kennen. Dieses Erlebnis regte ihn zu einer Erfindung an, der Glasharmonika. Durch den Mailänder Physiker Giovanni Battista Beccaria erhoffte sich Franklin Unterstützung bei der Verbreitung seiner neuen Erfindung. Da Italien zu dieser Zeit die musikalisch führende Nation Europas war, sollte sich die Erfindung – unter dem von Franklin erdachten neuen italienischen Namen Armonica – leichter verbreiten. Anfang 1762 war sein Instrument in London bereits als Glassy-Chord bekannt geworden. Franklins Wahl von Beccaria als Fürsprecher war nicht die günstigste, da Beccaria mehr Naturwissenschaftler als Musiker war.
Franklin geht in seiner fragmentarischen Autobiographie über seine frühen Jahre in Europa nicht auf den genauen Hergang seiner musikalischen Erfindung ein. Die Spieltechnik war durch die Musical glasses schon eingeführt, und auch die Anbringung einzelner etwa halbkugelförmiger Glasschalen mit einem Halsansatz beziehungsweise Loch im Zentrum ihrer Wölbung mittels Korkstopfen auf einer horizontalen Welle war schon 1741 von Glockenspielen und später auch von Uhrenglockenspielen bekannt. Franklin wird allgemein die Idee zuerkannt, die auf einer gemeinsamen Welle befindlichen Glasschalen mit einem Fußantrieb in Drehung zu versetzen. Durch die geringen Abstände der einzelnen ineinander montierten Schalen, deren Durchmesser zu den hohen Tönen hin abnimmt, ergeben sich mit Tasteninstrumenten vergleichbare spieltechnische Möglichkeiten. Aus den technischen Einzelheiten bezüglich des Schleifens und Stimmens der Glasschalen, die wir Franklins Brief entnehmen können, geht hervor, dass er intensiv an der Herstellung der ersten Instrumente, die zunächst von g bis g″ reichten, beteiligt war. Seine ersten Instrumente baute er in London zusammen mit Charles James, der schon Musical glasses hergestellt hatte. Zurück in Amerika arbeitete Franklin weiter an seiner Erfindung, wobei unklar ist, ob er gestimmte Glasschalen aus London mitbrachte oder in Amerika bei einem Glasmacher in Auftrag gab.

### 18. Jahrhundert

#### Anfänge der Verbreitung
Das erste Konzert auf der neuen Harmonika (wie die franklinsche Armonica seit ihrer Verbreitung im deutschsprachigen Raum genannt wurde) gab Marianne Davies, eine Verwandte von Franklin, schon Anfang 1762 im Great Room in Spring Gardens. Durch den Erfolg ermutigt ging sie anschließend auf Tournee und trat in Bristol, London und Dublin auf. In Amerika spielte Stephen Forrage im Dezember 1764 in den Assembly Rooms in Lodge Alley/Philadelphia als erster die Harmonika in einem öffentlichen Konzert. Marianne Davies unternahm 1768 zusammen mit ihrer Schwester, der Sängerin Cecilia Davies, erneut eine Konzertreise durch Europa und insbesondere durch Italien. Franklin hatte Marianne Davies eigens ein Instrument dafür überlassen. Cecilia wurde als „l'Inglesina“ in Italien und Europa bald berühmt, während Marianne Davies zu ihren Schülern sogar die Tochter der Kaiserin Maria Theresia, die spätere französische Königin Marie-Antoinette, zählte. Beide Schwestern sollen sich mit Glucks Hilfe am Wiener Hof etabliert haben. Dort wohnten sie bei Johann Adolph Hasse, der 1769 für Marianne und Cecilia die Cantata pour soprano, harmonica e orchestre komponierte. Vorlage dafür war eine Ode Pietro Metastasios, die dieser anlässlich der Vermählung der Erzherzogin Maria Amalia mit dem spanischen Infanten Ferdinand von Bourbon, Herzog von Parma verfasst hatte.

#### Zahlreiche Nachbauten
Weitere Harmoniken wurden alsbald in großer Anzahl besonders in den damals deutschsprachigen Gebieten von zahlreichen Herstellern angefertigt. In diesen Regionen waren die zur Glasherstellung notwendigen Rohstoffe reichlich vorhanden und die Techniken der Glasverarbeitung weit entwickelt.
Joseph Aloys Schmittbaur, Kapellmeister der Badischen Hofkapelle erweiterte in Karlsruhe als erster den Tonumfang seiner Harmonika von c bis f″ (später c bis c″′) und unterrichtete neben seinen Töchtern Therese und Lisette auch die weitgehend erblindete Marianne Kirchgeßner. Als Mäzen übernahm der Reichsfreiherr Joseph Anton Siegmund von Beroldingen für Kirchgeßner alle anfallenden Unterrichtskosten. Der Domherr von Speyer und Hildesheim protegierte junge Talente und wollte auch mit Wilhelm Heinse zusammenarbeiten.
Zitat aus dem Buch Ausbrüche musikalischer Dichterwut, Empfindsamkeit in der Musik, Gilde 2004, von Andreas Hoffmann-Kröper:
Die Suche nach dem esoterischen Ton brachte Instrumente hervor, die sich ohne das Phänomen der Empfindsamkeit wohl nie durchgesetzt hätten. So die Glasharmonika, „diess tief rührende melancholische Instrument“ (199), wie es Christian Schubart nennt, die eine technische Verbesserung des Spielens auf Weingläsern darstellt. Gerade bei der Glasharmonika trifft man heute immer wieder auf das Argument, es handle sich um einen Versuch, der eine Einzelerscheinung darstellt. Das mag angesichts der wenigen erhaltenen Instrumente so aussehen, ein Blick auf die Musizierpraxis dieser Zeit lehrt uns ein anderes. Zwar war es den Anhängern der Iatromusik ein Dorn im Auge, dass der Spieler aufgrund des ständigen direkten Nervenreizes der auf den sich drehenden Glasschalen ruhenden Fingern einem ständigen Gesundheitsrisiko ausgesetzt sei, doch an einem Blick auf Prag sei die dortige Vorliebe für dieses Instrument bewiesen, was darin zum Ausdruck kam, dass jede Verbesserung an der Glasharmonika in Prag augenblicklich im periodischen Druck referiert wurde. Einer der Gründe ist sicher die Tatsache, dass gerade in Prag Anton Renner die Antriebsmechanik der Glasharmonika verbesserte, um diese vom Takt unabhängig zu machen und die Geschwindigkeit der sich drehenden Glasglocken beeinflussen zu können, was die dynamischen Möglichkeiten des Instrumentes förderte, „folglich einen anwachsenden, fallenden, oder immer gleich starken Laut hervorgebracht werden konnte“ (200), wie die Kaiserl. Königl. Prager Oberpostamts-Zeitung am 19. Mai 1781 berichtet. Dieselbe Quelle berichtet am 7. September 1784, dass Kapellmeister Schmittbauer in Karlsruhe den Umfang auf mehr als drei Oktaven erweitert habe. Die Prager interessanten Nachrichten berichten am 8. März 1787, dass in Berlin im Oktober des Vorjahres Professor Burja eine Glasharmonika vorgestellt habe, die mit zwei, in beiden Händen zu haltenden Violinbögen gespielt wurde. Und am 5. April 1797 berichtet die gleiche Zeitung von einer Verbesserung der Glasharmonika durch den Wiener Mathematikprofessor Konrad Bartl, die im Zufügen einer Klaviatur bestand, wodurch, wie der Zeitungsbericht hervorhebt, gerade die Basstöne, die „für eine unbeschreibliche und nie gehörte Schönheit gehalten“ (201) wurden, gewannen. Die Tastatur trage zudem zur vollkommenen Gleichheit aller Töne bei. Ziel dieser Erfindungen war es auch, das Spieltempo des an und für sich nur zum Adagiospielen geeigneten Instrumentes zu erhöhen.
Ein gefeierter Virtuose auf der Glasharmonika war der Prager Pianist und Komponist Vincenz Maschek, der dieses Instrument auch in das Prager Konzertleben einführte. Vielleicht hatte er all jene Eigenschaften, die Schubart von einem Spieler der Glasharmonika fordert:
„Der gefühlvolle Spieler ist für dieses Instrument ganz geschaffen. Wenn Herzblut von den Spitzen seiner Finger träuft; wenn jede Note seines Vortrags Pulsschlag ist; wenn er Reiben, Schleifen, Kitzeln übertragen kann, dann nähere er sich diesem Instrument und spiele.“ (202)
Der offenbar nicht nur zum Ausdruck der Empfindungen, sondern auch zum Mitreißen der Zuhörer geeignete Ton der Glasharmonika wurde schon 7. September 1782 in den Prager interessanten Nachrichten beschrieben:
„Der Ton ist für jeden, der nur das mindeste musikalische Gefühl hat, beim schwächsten Piano so durchdringend sanft, und reisst im allmählichen Wachsen bis zum Fortissimo das Gefühl so mit sich fort, dass sich niemand wird erinnern können einen ähnlichen, und so angenehmen Ton jemals gehört zu haben. […] da hingegen der Ton der Glocke in einer Harmonika unzählige Modifikationen von Crescendo und Decrescendo ausdrückt, und augenblicklich neue Bewegungen in der Seele des aufmerksamen Zuhörers verursacht.“
Schubart ergänzt: „der ewig heulende, klagende Gräberton – machen das Instrument zu einer schwarzen Tinte, zu einem grossen Gemählde, wo in jeder Gruppe sich die Wehmut über einen entschlafenen Freund beugt.“

#### Mozart
Im Januar 1791 trat Marianne Kirchgeßner zusammen mit ihrem künftigen Begleiter und Förderer, dem einflussreichen Musikverleger Heinrich Philipp Bossler, und dessen Gattin ihre erste Konzertreise durch Europa an. Ihr Harmonikakonzert in Wien am 10. Juni 1791 veranlasste Wolfgang Amadeus Mozart, ein Quintett für Harmonika, Flöte, Oboe, Viola und Cello (KV 617) und ein Solo-Adagio (KV 617a = KV 356) für sie zu komponieren. Am 19. August folgte die Uraufführung von KV 617, das zur Grundlage ihrer zehnjährigen außergewöhnlich erfolgreichen Virtuosenreise werden sollte.
Sie spielte an Adelshöfen und gab Privatkonzerte. Sie lernte beinahe alle in ihrer Zeit lebenden berühmten Komponisten kennen, von denen viele sie und ihr Instrument eigens mit Werken bedachten. Aufgrund ihres außergewöhnlichen musikalischen Gedächtnisses war es ihr zwar möglich, die Kompositionen allein durch Vortrag am Klavier aufzunehmen, doch sie besaß keine Handdruckerei oder Notensetzmaschine für Blinden-(noten-)schrift, wie etwa die ebenfalls blinde Pianistin Maria Theresia Paradis. Deshalb ist manche Komposition für die Harmonika nicht überliefert (nicht zuletzt auch infolge verschiedener Plünderungen ihrer Residenz in Gohlis bei Leipzig sowohl durch preußische als auch durch französische Soldaten). Lediglich während ihres Aufenthaltes in London (1794–1796) erlangte Marianne Kirchgeßner durch die Behandlung des Augenarztes Fiedler kurzzeitig ein geringes Sehvermögen.

#### Glasharmonikavirtuosen
Andere Harmonikaspieler und -komponisten reisten, ihrem Beispiel folgend, konzertierend durch Europa. Unter ihnen waren: Friederike Bause, Christian Gottlieb Breitkopf, Jan Ladislav Dusík, Johann Baptist Kucharz, das Ehepaar Johanna und Vincenc Mašek, Vincenc Mašeks Bruder Pavel Mašek, Johann Christian Müller, Johann Gottlieb Naumann, Johann Friedrich Naumann, Johann Friedrich Reichardt, Nicolas-Joseph Hüllmandel, Carl Leopold Röllig und Johann Abraham Peter Schulz.
Marianne Kirchgeßner blieb zwar die bekannteste Harmonikaspielerin, aber Pavel Mašek soll den Kritiken zufolge mindestens ebenso virtuos gewesen sein, während Carl Schneider aus Gotha als der bei weitem genialste Harmonikavirtuose beschrieben wird.

#### Effekte für die Oper, Eingang in die Dichtung
Neben den zahlreichen Solo- und Kammermusikwerken entstanden auch immer mehr Orchesterstücke mit Glasharmonika für Opern. Die Glasharmonika fungierte in den kleineren Theatern oft als Orgelersatz und wurde in bedeutenden Inszenierungen solistisch in dramaturgischen Schlüsselszenen eingesetzt, um mit ihrer Klangfarbe die besondere Stimmung der jeweiligen Szene zu unterstreichen, wie zum Beispiel in der Wahnsinns-Szene von Gaëtano Donizettis Lucia di Lammermoor. Auch viele zeitgenössische Schriftsteller, wie Johann Wolfgang von Goethe, Johann Gottfried Herder, E. T. A. Hoffmann, Jean Paul, Friedrich Schiller, Christian Friedrich Daniel Schubart, Christoph Martin Wieland oder der Philosoph Georg Wilhelm Friedrich Hegel äußerten sich in ihren Werken zu dem bemerkenswerten Klangcharakter der Harmonika.
Adam Mickiewicz lässt in seinem Drama Der Abend der Vorfahren der Harmonika in einer Schlüsselszene, den Visionen des Protagonisten Konrad, eine bedeutende metaphorische Rolle zukommen. Auch in Russland war die Harmonika sehr bekannt und Alexander Sergejewitsch Puschkin hörte in den „zauberhaften Klängen […] etwas Überirdisches“. Franz Liszt verglich das Klavierspiel Frédéric Chopins unter anderem mit dem Spiel der Glasharmonika. Horst Wolfram Geißler schrieb einen Roman mit dem Titel: Die Glasharmonika.

#### Gegner eines „esoterischen“ Instruments
Eine Gegenbewegung ging hauptsächlich von Gegnern des Wiener Arztes und Gelehrten Franz Anton Mesmer aus, der die Harmonika in seinen Therapien ebenso verwendete wie zur eigenen Erbauung. Nach einem gesellschaftlichen Abend bei Mesmer schrieb Leopold Mozart am 12. August 1773 an seine Frau Anna Maria nach Salzburg: „weist du das der H: v Messmer recht gut die Harmonica der Miß Devis [Anm: Marianne Davies (1743/44–1818)] spielt? er ist der einzige der es in Wienn gelernt hat, und hat eine viel schönere Gläser Machine als die Miß Devis hatte. der Wolfg: hat auch schon darauf gespielt, wenn wir nur eine hätten“.
Über Mesmer wurde berichtet, dass er auf der Glasharmonika zu seiner angenehmen Tenorstimme improvisiert habe. Auch Joseph Haydn und Christoph Willibald Gluck zählten zu seinen Freunden, wobei Gluck, oft durch Mesmers Harmonikaspiel begeistert, ihm das Versprechen abnahm, „niemals anders als so, nämlich blos phantasierend, ohne Noten und künstliche Stücke diese Tonglocken zu berühren“. Erstaunlicherweise findet sich kein Hinweis darauf, dass Gluck Mesmer von seinen eigenen, fast 40 Jahren zurückliegenden Erfahrungen mit den Musical glasses berichtet hat. Eigentlich berühmt wurde Mesmer mit seiner Theorie des animalischen Magnetismus, die heute in den alternativmedizinischen Bereich fällt. Da er in seinen magnetischen Behandlungen auch die Glasharmonika gelegentlich zur „Nachbehandlung und Entspannung“ der Patienten einsetzte, geriet sie in die Kritik derer, die in Mesmer einen Scharlatan sahen. Sie behaupteten, dass die Schwingungen der Harmonika das Nervensystem „enervierten“ und „zerrütteten“ und der Bleigehalt der Gläser Krankheiten verursache. Zwar wurde beidem ebenso heftig widersprochen, aber Diskussionen dieser Art um Wirkung und Auswirkung der gläsernen Töne, wie sie genannt wurden, waren der Etablierung der Harmonika als Solo- oder auch als Orchesterinstrument abträglich. Trotz einiger Behandlungserfolge Mesmers und seiner Schüler, beispielsweise Dr. Karl Christian Wolfarts (in den Berliner Kriegslazaretten) lehnte auch Franklin, der sich eigens von Mesmers fertigem Harmonikaspiel in Paris überzeugte, dessen Lehren ab.

### 19. Jahrhundert

#### Bekannte Glasharmonikaspieler
Unter den Harmonikaspielern des 19. Jahrhunderts waren die wichtigsten nach dem Tode von Marianne Kirchgeßner Carl Schneider, die Schauspielerin Sophie Friederike Krickeberg, die E. T. A. Hoffmann mit dem Instrument bekannt machten, der Schweizer Komponist und Musikpädagoge Franz Xaver Schnyder von Wartensee und der Hofbibliothekar und Kammermusikus Carl Ferdinand Pohl. Gottfried Keller erwähnt begeistert in seinen Memoiren ein Privatkonzert Schnyder von Wartensees und auch Niccolò Paganini ließ sich von diesem vorspielen und äußerte sich ähnlich bewegt.
Die Familie Pohl aus Kreibitz in Nordböhmen stellte fünf Generationen lang, in den Jahren 1785 bis 1945, Harmoniken her. Unter ihnen wurde Carl Ferdinand Pohl (1781–1869) der bekannteste, da die Fürstin Luise von Anhalt-Dessau in Darmstadt selbst Harmonika spielte und den „Kammermusikus Pohl als Harmonicaspieler“ in den Jahren 1818 bis 1830 in der Hofkapelle beschäftigte.

#### Niedergang
Ab etwa 1830 geriet die Glasharmonika mehr und mehr in Vergessenheit, da andere Instrumente mit ähnlicher dynamischer Ausdrucksfähigkeit existierten; zum Beispiel die Physharmonika Anton Haeckls; ihr Name wurde aus Werbegründen der Glasharmonika entlehnt und ihre spätere Vervollkommnung: das Harmonium (1842 Patentanmeldung durch den Pariser Orgelbauer Alexandre-François Debain). Diese neuartigen „Harmonika“-Instrumente machten den Zusatz Glasharmonika (eng.: glass harmonica, fra.: harmonica, ita.: armonica) notwendig. Zusammen mit dem aufkommenden Hammerklavier waren diese Instrumente nicht so teuer, weniger zerbrechlich und für eine breite Schicht musikalisch vielseitiger einzusetzen. Der immer gewaltigere Orchesterklang und die Tendenz zu expressiver solistischer Virtuosität verdrängten schließlich die stillere Kammermusik und die Glasharmonika als ein typisches Instrument dieses Genres. Ein großes Problem bestand für die Harmonika auch in den sich ständig und nicht einheitlich wandelnden Orchesterstimmungen, denn es ist sehr aufwändig, kostspielig und riskant, die Schalen nachträglich durch Schleifen abzustimmen, um sie an örtliche Stimmungen anzupassen. Daran wird auch Felix Mendelssohn Bartholdy auf seiner Suche nach einer Harmonika, nebst Spieler, für eines seiner symphonischen Werke gescheitert sein.

### 20. Jahrhundert

#### Wiederentdeckung
Der gerade achtzehnjährige Carl Orff fordert 1913 für das Orchester seiner ersten, zu Lebzeiten unaufgeführten, Oper Gisei eine Glasharmonika. Praktisch erst Richard Strauss nahm 1919 für seine Oper Die Frau ohne Schatten große Mühen und Kosten auf sich, um die Glasharmonika im Finale des Werkes im 3. Akt einsetzen zu können. Franz Schalk, der Dirigent der Uraufführung, wurde mit der Besorgung der Harmonika beauftragt und sah sich dabei großen Widrigkeiten ausgesetzt.

#### Elliot Goldenthal
Der US-amerikanische Komponist Elliot Goldenthal (geboren 1954) verwendet das Instrument heute regelmäßig in seinen Film- und Bühnenmusiken. Der bemerkenswerteste Einsatz einer Glasharmonika in Goldenthals Œuvre ist in seinem Ballett Othello (1998) zu hören: das Instrument spielt eine das Stück einleitende Sarabande-Melodie. Auf der beim Label Varèse Sarabande erschienenen CD wird die Glasharmonika von Dennis James gespielt. Aber auch in der Oscar-prämierten Musik zu Julie Taymors Film Frida und in der Broadway-Theaterproduktion The Green Bird, basierend auf einem Text von Carlo Gozzi, setzt Goldenthal die Glasharmonika ein.

#### Carl Ferdinand Pohl der Jüngere
Carl Ferdinand Pohl der Jüngere (1860–1945), der Urenkel des gleichnamigen Harmonikabauers C. F. Pohl (siehe oben), der bis dahin als letzter Harmonikaspieler die Mozartwerke für Glasharmonika bei den Salzburger Festspielen 1924 interpretieren sollte, fertigte schließlich drei spezielle Instrumente an, je eines für die Sächsische Staatsoper (Dresden), die Bayerische Staatsoper (München) und die Wiener Staatsoper, insgesamt aber 30 Instrumente. Ob die Instrumente je in der Frau ohne Schatten eingesetzt worden sind, konnte nicht nachgewiesen werden, da das Instrument der Uraufführung mit verbogener Achse eintraf und die Instrumente aus Dresden und München noch 1941 zu Pohl nach Kreibitz zur Reparatur geschickt wurden, von wo sie vermutlich kriegsbedingt nicht mehr zurückkamen.
Wie 1995 noch lebende Angehörige der Familie Pohl berichteten, schickte der NSDAP-Vorsitzende der Reichskulturkammer Joseph Goebbels noch Schüler zu Carl Ferdinand Pohl, doch starb mit diesem im Flüchtlingslager in Zittau eine Tradition, die unmittelbar bis zur Musik Mozarts zurückreichte, denn der Verbleib seiner Schüler ist bis heute ungewiss.
1956 versuchten die Firma Corning Glass, das Massachusetts Institute of Technology und der Orgelbauer Herman Schlicker zusammen mit dem Organisten Edward Power Biggs zum Gedenken an den 250sten Geburtstag Franklins und zum 200sten Geburtstag Mozarts, eine (Tastatur-)Glasharmonika neu zu bauen, da die Museumsinstrumente unspielbar waren. Trotz immenser finanzieller Aufwendungen scheiterte das Projekt, da die Töne zu schlecht ansprachen und auf dem entstandenen Instrument nur kleinere Solostücke zu verwirklichen waren. Erst ab 1983 etwa gelang es wieder, für anspruchsvolle Harmonikawerke zu gebrauchende Glasharmoniken herzustellen, und seit der zeitgleichen Gründung der Gesellschaft Glass-Music-International in Loveland, Colorado, gibt es heute weltweit etwa zehn Harmonikaspieler und etwa 130 Glasmusiker.

#### Bekannte Glasharmonikaspieler
Weitere bekannte Glasharmonikaspieler des 20. Jahrhunderts sind Thomas Bloch, Sascha Reckert, Dennis James, Philipp Alexander Marguerre, William Zeitler, Bruno Kliegl, Martin Hilmer, Christa und Gerald Schönfeldinger und Jean-Claude Chapuis.

## Herstellung und Akustik der Glasharmonika

### Herstellung der Glasschalen
Traditionell werden die Schalen aus Kristallglas in Holzformen mundgeblasen. Der früher höhere Bleianteil wird heute durch andere Zusätze weitgehend ersetzt. Vergleiche zu erhaltenen Instrumenten in verschiedenen Museen haben gezeigt, dass der Klang des heute verwendeten Glases trotzdem dem der alten Harmoniken entspricht. Der Klang wird eher durch die Wandstärke und Form des Glases beeinflusst. Durch dickere Wandstärken erhält man bei gleichem Durchmesser höhere Frequenzen als bei dünnen Wandungen. Dickwandige Schalen haben im Vergleich zu dünnwandigen mehr Nachhall, Klangkraft und Brillanz, doch sprechen sie gleichzeitig schwerer an und lassen sich nicht mehr engmensuriert montieren. Da man aus einer bestimmten Holzform durch verschiedene Wandstärken der hineingeblasenen Schalen Unterschiede von mehr als zwei Oktaven erhalten kann, muss oft vor dem Stimmen aus 30 bis 100 Schalen pro Ton sorgfältig ausgewählt werden. Durch Schleifen am oberen offenen Rand wird der Ton höher, durch Schleifen am unteren Boden beziehungsweise Halsansatz tiefer.
Zwischen dem Glas und der eisernen Spindel wurde ein Zapfen aus Kork exakt so in den Halsansatz eingepasst, dass die jeweilige Schale fest auf der Achse sitzt und zentrisch rotiert. Zur Kennzeichnung der verschiedenen Töne hat Franklin die den weißen Klaviertasten entsprechenden Schalen in sieben Prismenfarben und die Zwischentöne weiß einfärben lassen. Später wurde durch Röllig und Schmittbaur die Kennzeichnung der den schwarzen Klaviertasten entsprechenden Schalen mit einem eingebrannten Goldrand üblich. Der Tonumfang wurde manchmal auf fünf Oktaven erweitert, doch der klanglich und spieltechnisch günstigste Bereich liegt zwischen f und f″′, für schnelle Passagen eher c′–f″′.

### Stimmung
Um die gewünschte Stimmung der Schalen im montierten Zustand zu erreichen, ist besonders die geplante Mensur zu berücksichtigen. In Die Frau ohne Schatten sind zum Beispiel achtstimmige Akkorde zu spielen, welche die Erreichbarkeit einer Oktave mit einer Hand in der Mittellage bedingen. Der Abstand von Schalenrand zu Schalenrand beträgt dann nur noch 1,5–1,6 cm. Durch den äußerst geringen Raum zwischen den Schalen dämpfen sie sich gegenseitig, was die Nachhallzeit der montierten Schalen auf ein musikalisch sinnvolles Maß reduziert. Gleichzeitig vermindert sich die Frequenz jedes Tones im Vergleich zur Frequenz vor der Montage. Im Bass beispielsweise senkt sich die Frequenz der Schalen nach der Montage aller Töne bis zu einem Viertelton. Beim Stimmen muss man diesen Effekt berücksichtigen und meist die Harmonika nach vollständiger Montage noch einmal zur Feinstimmung zerlegen und die noch abweichenden Schalen nachschleifen. Dies wurde bei anfallenden Reparaturen der heutigen Museumsinstrumente wohl selten berücksichtigt, so dass die meisten alten Harmoniken heute eine unsaubere Stimmung aufweisen.
Die oft kunstvoll geschnitzten Gehäuse sind reine Halterung der Achse und Dekoration, da sich durch etwaige Resonanzräume nur eine kaum wahrnehmbare Verstärkung bewirken lässt. Ebenso ist es unmöglich, die Glasschalen durch eine Art Wasserbecken rotieren zu lassen, da sich die Frequenzen durch geringfügiges Eintauchen in Wasser unregelmäßig verändern und die Schalen kaum noch ansprechen. Die Auskleidungen der Gehäuse von innen mit verschiedenen Metallen sind eher auf die Intention zurückzuführen, die wertvollen Hölzer vor den von Fingern und Gläsern beim Spiel herunterfallenden Tropfen zu schützen.

## Historische Instrumente in Museen
Erhaltene Instrumente finden sich in den großen Musikinstrumentensammlungen von Berlin, Eisenach, Goslar, Gotha, Halle, Zittau, Leipzig, Moritzburg, Hof, Bamberg, Nürnberg, München, Stuttgart, Frankfurt am Main, Poznań, Nieborów, Salzburg, Wien, Rom, Zürich, Basel, Brüssel, Den Haag, London, Colmar, Kopenhagen, Stockholm, New York, Boston, Princeton und Pittsburg.

## Weiterentwicklungen

### Klavierharmonika
Durch Anbringung einer Tastatur, mit der zum Beispiel befeuchtete Lederpolster gegen die rotierenden Glasschalen gedrückt wurden, erhoffte man sich eine einfachere Handhabung. Dies erwähnt bereits Gustav Schilling 1835 in seiner Encyclopädie. Johann Nikolaus Forkel schreibt in seiner Musikalisch-kritischen Bibliothek die Erfindung der Harmonika dem Abt Mazzuchi im Jahr 1779 zu, „… bei welcher die Glasglocken mit einem Violinbogen gespielt werden …“. Wilhelm Hessel, ein deutscher Mechaniker in Sankt Petersburg, erfand 1785 eine von ihm benannte Klavierharmonika, in der drei Schichten Glocken nebeneinander angebracht waren. Für die gleiche Bauweise entschied sich 1798 der Preßburger Musikprofessor und Komponist Heinrich Klein, der auch ein Schüler Johann Philipp Kirnbergers war. 1786 versah Röllig eine einachsige Harmonika – nach franklinscher Bauweise – mit einer Tastatur in der Art, dass man sie auch ohne spielen konnte.
Er bereiste für seine Versuche die meisten Glashütten in Ungarn, Böhmen und Deutschland, so dass er häufig als der eigentliche Erfinder genannt wird. Vor Röllig hatte 1784 der Hoforganist David Traugott Nicolai in Görlitz eine Tastaturharmonika gefertigt und ungefähr 15 Jahre später beschrieb dies der Mathematikprofessor Franz Konrad Bartl aus Olmütz in einer ausführlichen Abhandlung. Technische Hilfsmittel dieser Art und auch Zusätze im Wasser erzeugen eine unangenehm näselnde Klangfarbe; dies bemängelte auch Johann Christian Müller bereits 1788 in seiner Anleitung zum Selbstunterricht.

### Euphon und Clavicylinder
In den Jahren 1789 bis 1800 erfand der Physiker Ernst Florens Friedrich Chladni auf der Grundlage seiner akustischen Forschungen unter anderem über längs- und transversalschwingende Saiten und Klangstäbe das Euphon und den Clavicylinder. Das Konstruktionsprinzip beider Instrumente ist ähnlich dem von Vibraphonplatten, in deren Mitte jeweils ein massiver Glasstab in ein entsprechendes Loch eingeklebt wurde. Reibt man einen Stab mit feuchten Fingern auf und ab, entsteht ein orgelähnlicher, voller Ton. Beim Euphon ist zu diesem Zweck für jeden Ton jeweils ein Glasstab mit einer abgestimmten Metallplatte verbunden. Die Glasstäbe ragen aus dem Gehäuse hervor und liegen wie bei einer Klaviatur vor dem Spieler nebeneinander, die dann vor- und zurückgerieben werden. Der Clavicylinder verfügt über eine Cembalotastatur, wobei jeder Tastenhebel nach hinten verlängert ist und sich auf diesem hinteren Ende jeweils eine schmale abgestimmte und an ihren Knotenpunkten befestigte Klangplatte befindet. Jede Klangplatte ist an einem Ende mit einem kleinen Stück Filz beklebt, und bei Tastenniederdruck wird sie an eine über allen Platten befindliche, durch Fußantrieb in Rotation versetzte und vorher befeuchtete Glaswalze gedrückt, wodurch sie in Schwingung gerät. Besonders das Euphon zeichnet sich durch extrem leichte Ansprache in allen Tonlagen aus. Der mögliche Tonumfang beider Instrumente reicht bis in die Subkontraoktave und ist im Diskant etwa auf f″′ begrenzt.
Chladni führte beide Instrumente auf seinen Vortragsreisen mit großem Erfolg vor, doch urteilten E. T. A. Hoffmann und andere Zeitzeugen, dass das Euphon von geringerer Lautstärke sei als die Glasharmonika. Der Clavicylinder war klangstärker, wurde jedoch ganz einfach zu spät erfunden, um sich noch gegen das Hammerklavier durchzusetzen. Er teilte damit das Schicksal der Unmenge an aufkommenden Friktionsinstrumenten, deren Entwicklung Chladni mit seinen Arbeiten ausgelöst hatte.

### Weitere
Auch die „Neue Harmonika“ von Christian Friedrich Quandt, ein Instrument aus gläsernen Stimmgabeln, die an dem einen abgeknickten Schenkel durch Reibung in Längsrichtung zum Klingen gebracht wurden, geriet bald wieder in Vergessenheit.
Eine nicht exakt datierbare Kombination aus Musical glasses und Glasharmonika wird von Frederick Willis in A Book of London Yesterdays beschrieben: Auf drehenden kleinen Tellern waren Gläser montiert, die nur noch mit befeuchteten Fingerspitzen berührt werden mussten.
Das Terpodion oder Uranium von Christian Friedrich Ludwig Buschmann gehört zu den Friktionsinstrumenten, unterschied sich jedoch in erster Linie bezüglich des rotierenden Zylinders, da dieser aus lackbeschichten Holz bestand. Es besaß eine Klaviatur.
Das Harmonichord von Friedrich Kaufmann aus Dresden war eine Kombination eines Saiteninstruments und einer Glasharmonika mit Klaviatur.

### Glasharfe
Hauptartikel: Glasharfe
Ab 1929 stellte der Stuttgarter Bruno Hoffmann zur Wiedergabe der Harmonikaliteratur ein Glasspiel zusammen, dessen Aufbau dem Glasspiel entsprach und auch genauso gehandhabt wurde. Sascha Reckert zufolge erreichte er mit zahlreichen Aufführungen und zahlreichen durch das Goethe-Institut organisierten Konzertreisen in alle Welt „eine gewisse Allgemeinbekanntheit“ des Begriffes Glasharfe, was dazu führte, dass heute noch selbst in Fachkreisen die Glasharmonika oft fälschlicherweise als Glasharfe bezeichnet wird.

### Crystal
Hauptartikel: Cristal Baschet
Die Brüder Bernard und François Baschet entwickelten in Paris circa 1955 ihre Metallskulpturen aus Blechen und Eisenstäben, an denen sie teilweise Glasstäbe befestigten, zu einem Musikinstrument weiter, dem Crystal, das im Wesentlichen der Klangerzeugung von Chladnis Euphon entspricht, jedoch durch großflächige Blechresonatoren größere Lautstärken und Nachhallzeiten aufweist.

## Neue Instrumente klassischer Bauart

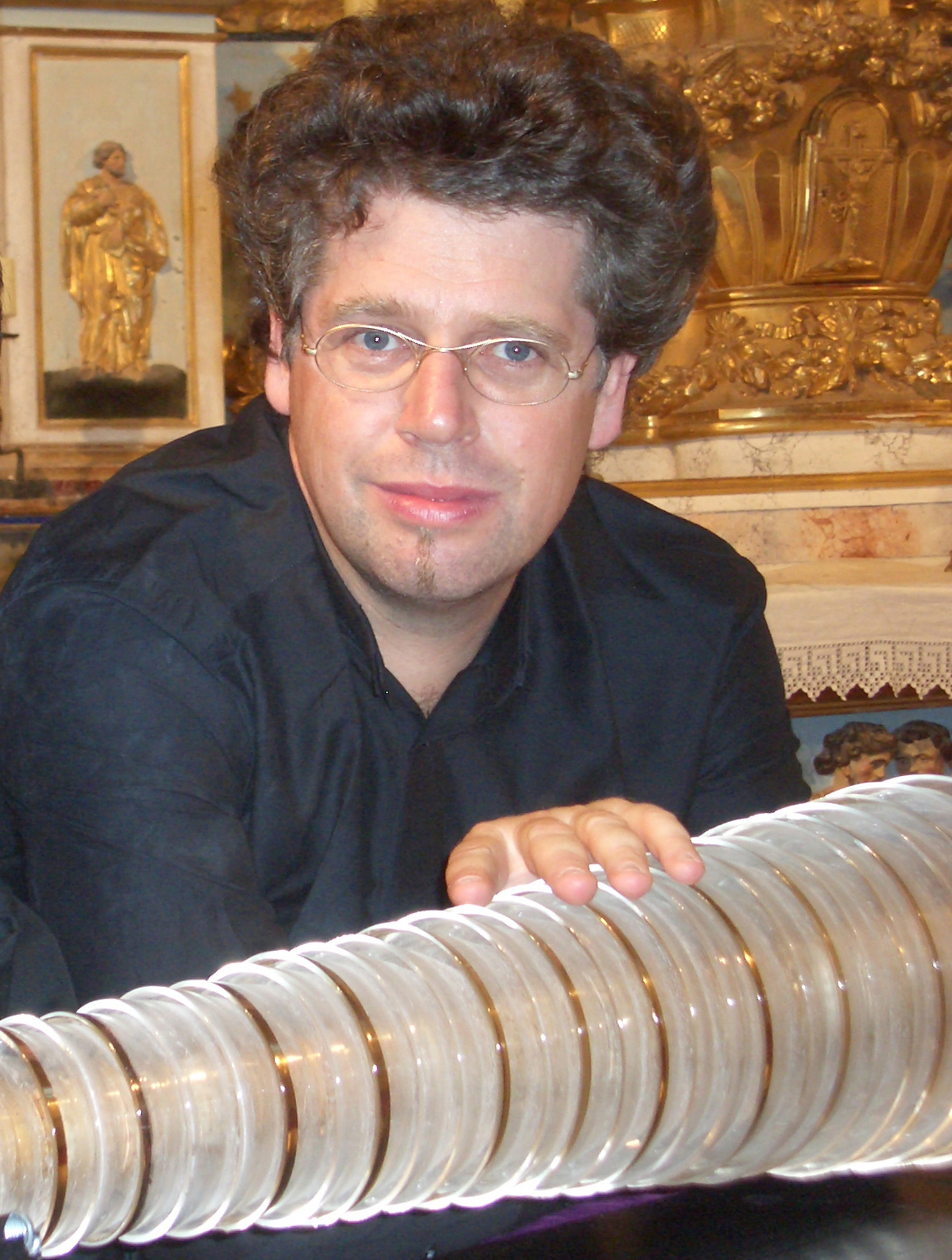
Zeitgenössische Glasharmonika aus der Werkstatt Finkenbeiner

Seit 1981 baut der amerikanische Glasbläser Gerhard Finkenbeiner in Boston, Massachusetts wieder Harmoniken. Er verwendet Quarzglas, dessen Klang leicht bis in die viergestrichene Oktave reicht und in den hohen Tonlagen schnell anspricht, jedoch im Bass bis f herunter in der erforderlichen Größe problematisch und sehr kostenaufwendig herzustellen ist. Finkenbeiner erhält seine Schalen, indem er Quarzrohre an einer Glasbläserdrehbank erhitzt und manuell in die gewünschte Form bringt, was eine große handwerkliche Geschicklichkeit verlangt, um auf diese Weise einen komplett ineinanderpassenden Schalensatz für ein Instrument zu erhalten. Die Glasharmonikas aus der Werkstatt von Sascha Reckert werden aus mundgeblasenen Glasschalen gebaut. Hierbei wird für jede Schale eine andere Form benötigt, was die Fertigung ebenfalls sehr aufwändig gestaltet.

### Verrophon
1985 erfand der Glasmusiker Sascha Reckert das Verrophon. Senkrecht in einem Holzkorpus stehende Glasröhren werden an ihren oberen offenen Rändern genauso gespielt wie die Musical glasses, jedoch nimmt nicht der Durchmesser, sondern nur die Länge zum Bass hin zu. Dadurch sind je nach Lage selbst sechs- bis achtstimmige Akkorde greifbar. Die gesamte Literatur für Harmonika ist auf dem (Röhren-)Verrophon spielbar. Es findet bereits wegen seiner außergewöhnlichen Klangintensität Verwendung im symphonischen Bereich, als Orchester- und Soloinstrument, und in der zeitgenössischen Oper.

### Glasharmonika
Im Jahr 1986 nahm Reckert schließlich die Tradition der Familie Pohl wieder auf und stellte zusammen mit der Glashütte Eisch in Frauenau, Bayerischer Wald zur originalgetreuen Wiedergabe der Mozartwerke und der Opernliteratur, wieder Harmoniken aus mundgeblasenem Kristallglas her. Reckert verwirklichte 1992 bei den Salzburger Osterfestspielen mit den Berliner Philharmonikern und bei den Salzburger Festspielen mit den Wiener Philharmonikern, jeweils unter Sir Georg Solti, die Erstaufführung der vollständigen Glasharmonikastimme in Die Frau ohne Schatten mit dem von Strauss ursprünglich vorgesehenen Instrument.